# 미셸 시하
미셸 시하(프랑스어: Michel Chiha, 1891년 ~ 1954년)는 레바논의 은행가, 정치인, 작가이다.